# Вторинні посередники

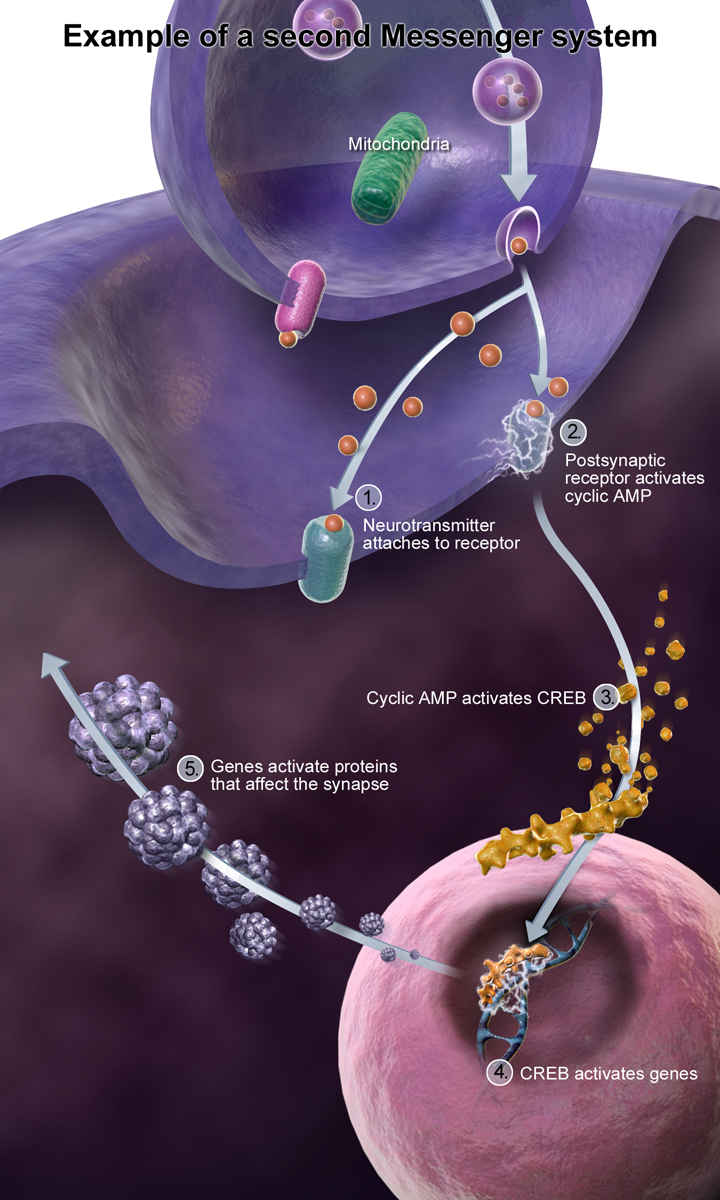
Вторинні посередники в синапсі

Вторинні посередники або вторинні месенджери — це внутрішньоклітинні сигнальні молекули, які вивільняються клітиною у відповідь на вплив позаклітинних сигнальних молекул — первинних посередників. 
Вторинні посередники викликають фізіологічні зміни на клітинному рівні, такі як проліферація, диференціація, міграція, виживання, апоптоз і деполяризація. Вони є одним із тригерів внутрішньоклітинних каскадів передачі сигналу.
Приклади вторинних молекул-месенджерів включають циклічний АМФ (цАМФ), циклічний GMP, інозитолтрифосфат, діацилгліцерин і кальцій. Первинними месенджерами є позаклітинні фактори, часто гормони або нейромедіатори, такі як адреналін, гормон росту, серотонін тощо. 
Оскільки пептидні гормони та нейромедіатори зазвичай є біохімічно гідрофільними молекулами, ці первинні посередники не можуть фізично перетинати подвійний фосфоліпідний шар, щоб ініціювати зміни всередині клітини безпосередньо — на відміну від стероїдних гормонів, які зазвичай це роблять. Це функціональне обмеження вимагає від клітини наявності механізмів передачі сигналу для перетворення первинного посередника у вторинний посередник, щоб позаклітинний сигнал міг поширюватися внутрішньоклітинно. 
Важливою особливістю системи сигналізації вторинного посередника є те, що вони можуть бути згодом поєднані з багатоциклічними кіназними каскадами, щоб значно підсилити силу початкового сигналу першого посередника. Наприклад, сигнали RasGTP з’єднуються з каскадом протеїнкінази, що активується мітогеном (MAPK), для посилення алостеричної активації проліферативних факторів транскрипції, таких як Myc і CREB.
Ерл Вілбур Сазерленд молодший відкрив вторинні посередники, за що отримав Нобелівську премію з фізіології та медицини 1971 року. Сазерленд побачив, що адреналін стимулює печінку перетворювати глікоген на глюкозу у клітинах печінки, але сам по собі адреналін не перетворює глікоген у глюкозу. Він виявив, що адреналін повинен активувати вторинного посередника, циклічний АМФ, щоб печінка перетворювала глікоген на глюкозу. Ці механізми були детально описані Мартіном Родбеллом і Альфредом Г. Гілманом, які отримали Нобелівську премію 1994 року.
Системи вторинних месенджерів можуть бути синтезовані та активовані ферментами, наприклад, циклазами, які синтезують циклічні нуклеотиди, або шляхом відкриття іонних каналів для забезпечення припливу іонів металів, як, наприклад, передача сигналів Ca2+. Ці маленькі молекули зв’язують і активують протеїнкінази, іонні канали та інші білки, таким чином продовжуючи 
сигнальний каскад.

## Типи вторинних молекул-посередників
Існує три основні типи вторинних молекул-посередників:
- Гідрофобні молекули: нерозчинні у воді молекули, такі як діацилгліцерол та фосфатидилінозитоли, які пов’язані з мембраною та дифундують із плазматичної мембрани в міжмембранний простір, де вони можуть досягати та регулювати асоційовані з мембраною ефекторні білки.
- Гідрофільні молекули: водорозчинні молекули, такі як цАМФ, цГМФ, інозитортрифосфат і Ca2+, які знаходяться в цитозолі.
- Гази: оксид азоту (NO), монооксид вуглецю (CO) і сірководень (H2S), які можуть дифундувати як через цитозоль, так і через клітинні мембрани.

Ці внутрішньоклітинні месенджери мають деякі спільні властивості:
- Вони можуть бути синтезовані/вивільнені та знову розщеплені в специфічних реакціях ферментами або іонними каналами.
- Деякі (такі як Ca2+ ) можуть зберігатися в спеціальних органелах і швидко вивільнятися за потреби.
- Їх виробництво/вивільнення та знищення можуть бути локалізовані, дозволяючи клітині обмежувати простір і час сигнальної активності.

## Загальні механізми систем вторинних посередників

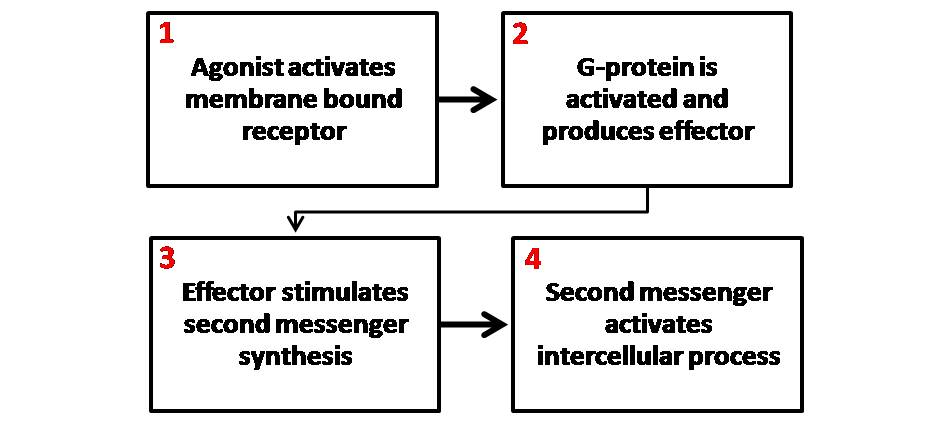
Загальна схема механізму вторинних посередників

Існує кілька різних систем вторинних посередників (система цАМФ, система фосфоінозитолу та система арахідонової кислоти), але всі вони досить схожі за загальним механізмом, хоча залучені речовини та загальний ефект можуть відрізнятися.
У більшості випадків ліганд зв'язується з білковою молекулою рецептора, що охоплює мембрану. Зв'язування ліганду з рецептором викликає зміну конформації в рецепторі. Ця зміна конформації може вплинути на активність рецептора та призвести до виробництва активних вторинних посередників .
У випадку рецепторів, пов’язаних із G-білком, зміна конформації відкриває сайт зв’язування для G-білка. G-білок (названий на честь молекул гуанозиндифосфату і гуанозинтрифосфату, які з ним зв’язуються) пов’язаний з внутрішньою мембраною клітини і складається з трьох субодиниць: альфа, бета і гамма. G-білок відомий як «перетворювач».
Коли G-білок зв’язується з рецептором, він стає здатним обмінювати молекулу гуанозиндифосфату на своїй альфа-субодиниці на молекулу гуанозинтрифосфату. Коли цей обмін відбувається, альфа-субодиниця перетворювача G-білка відривається від бета- та гамма-субодиниць, усі частини залишаються зв’язаними з мембраною. Альфа-субодиниця, тепер вільно пересуваючись уздовж внутрішньої мембрани, зрештою контактує з іншим мембранозв’язаним білком — «первинним ефектором».
Тоді первинний ефектор виконує дію, яка створює сигнал, який може поширюватися всередині клітини. Цей сигнал називається «вторинним посередником». Потім вторинний месенджер може активувати «вторинний ефектор», ефекти якого залежать від конкретної системи вторинного посередника.
Іони кальцію є одним із типів вторинних месенджерів і відповідають за багато важливих фізіологічних функцій, включаючи скорочення м’язів, запліднення та вивільнення нейромедіаторів. Зазвичай іони зв’язуються або зберігаються у внутрішньоклітинних компонентах (таких як ендоплазматичний ретикулум (ER) ) і можуть вивільнятися під час передачі сигналу. Фермент фосфоліпаза С виробляє діацилгліцерин та інозитолтрифосфат, що підвищує проникність іонів кальцію в мембрану. Активний G-протеїн відкриває кальцієві канали, пропускаючи іони кальцію в плазматичну мембрану. Інший продукт фосфоліпази С, діацилгліцерин, активує протеїнкіназу С, яка сприяє активації цАМФ (іншого вторинного посередника).

## Приклади
Шаблон:Second messenger system

## Вторинні посередники в сигнальному шляху фосфоінозитолу
Інозитолтрифосфат (IP3), DAG і Ca2+ є вторинними посередниками в фосфоінозитоловому шляху. Шлях починається зі зв’язування позаклітинних первинних посередників, таких як адреналін, ацетилхолін і гормони ангіотензин, гонадотропін-рилізинг-гормон, соматотропін-рилізинг-гормон, окситоцин і тиреотропін-рилізинг-гормон, з їхніми відповідними рецепторами. Адреналін зв’язується з рецептором, пов’язаним з білком α1-GTPase (GPCR), а ацетилхолін — з M1 і M2 GPCR.

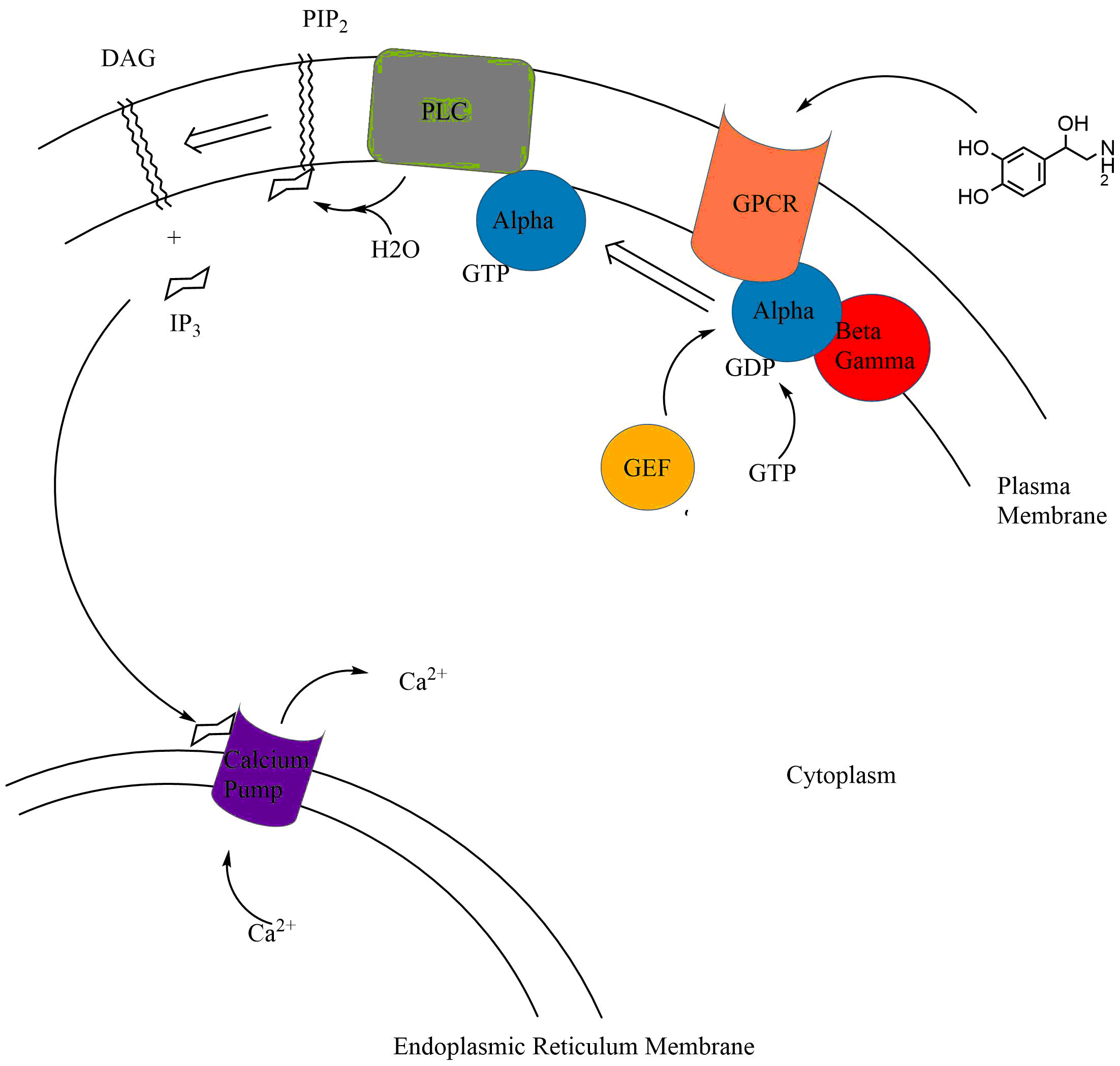
Сигнальний шлях фосфоінозитолу

Зв'язування первинного посередника з цими рецепторами призводить до конформаційної зміни рецептора. α-субодиниця за допомогою факторів обміну гуанін-нуклеотидів (GEFS) вивільняє GDP і зв'язує GTP, що призводить до дисоціації субодиниці та подальшої активації. Активована α-субодиниця активує фосфоліпазу С, яка гідролізує пов’язаний з мембраною фосфатидилінозитол 4,5-бісфосфат (PIP2), що призводить до утворення вторинних посередників діацилгліцерину (DAG) та інозитол-1,4,5-трифосфату (IP3). IP 3 зв’язується з кальцієвими насосами на ER, транспортуючи Ca2+, інший вторинний посередник, у цитоплазму. Зрештою Ca2+ зв’язується з багатьма білками, активуючи каскад ферментативних шляхів.